# Howto
Gli HowTo (o How-to) sono una forma di documentazione elettronica, particolarmente diffusa in ambito informatico, che rientra nel campo della conoscenza procedurale. La parola howto può essere resa in lingua italiana con la frase ''come fare a...'' e ne denota il tono informale della trattazione. Gli howto sono generalmente monotematici e pensati per aiutare gli utenti meno esperti tralasciando quindi dettagli che potrebbero interessare solo il pubblico con conoscenze più approfondite riguardo a ciò che è argomento di trattazione.
Gli howto hanno uno stretto legame con il mondo open source ed il concetto di comunità che vuole la libera circolazione dei saperi e ne prevede la pubblicazione (elettronica e non) gratuita. Non a caso la maggior parte degli howto disponibili in rete riguardano i sistemi operativi open source. Ciò è dovuto alla grande dedizione dei membri della comunità stessa, che rilasciano gli howto con licenza copyleft.
In sostanza gli HOWTO, il cui nome letteralmente significa "come fare", sono documenti, talvolta anche molto brevi, che trattano argomenti specifici.